# Arbeláez (ort)
Arbeláez är en ort i Colombia.   Den ligger i departementet Cundinamarca, i den centrala delen av landet, 50 km sydväst om huvudstaden Bogotá. Arbeláez ligger 1 379 meter över havet och antalet invånare är 5 252.
Terrängen runt Arbeláez är kuperad åt nordväst, men åt sydost är den bergig. Runt Arbeláez är det tätbefolkat, med 319 invånare per kvadratkilometer. Närmaste större samhälle är Fusagasugá, 9,1 km nordost om Arbeláez. I omgivningarna runt Arbeláez växer i huvudsak städsegrön lövskog.